# راي رياردون
راي رياردون (بالإنجليزية: Ray Reardon)‏ (8 أكتوبر 1932) لاعب سنوكر محترف من ويلز فاز ببطولة العالم للسنوكر 6 مرات في الأعوام 1970- 1973 - 1974 - 1975 - 1976 - 1978.

## روابط خارجية
- راي رياردون على موقع IMDb (الإنجليزية)
- راي رياردون على موقع ديسكوغز (الإنجليزية)
- راي رياردون على موقع CueTracker.net (الإنجليزية)
- راي رياردون على موقع بطولة العالم للسنوكر (الإنجليزية)